# Nikola Visković (pravnik)
Nikola Visković (Split, 6. ožujka 1938.), hrvatski pravnik, sveučilišni profesor, publicist i prevoditelj.

## Životopis
Osnovnu školu završava u rodnom Splitu. Srednju školu polazi u Čileu. Diplomirao je na Pravnom fakultetu u Zagrebu 1961. U Strasbourgu 1963. diplomira komparativno pravo i europske studije. Doktorirao na Pravnom fakultetu u Beogradu 1967. tezom “Integralna teorija prava”. Radi na Pravnom fakultetu u Splitu od 1961. do 2008. kao profesor teorije prava i države. Dekan je splitskog Pravnog fakulteta od 1983. do 1985. U zvanje redovnog profesora biran 1985. Suosnivač je ekološke stranke Zelena akcija Split (1989.) i saborski zastupnik (1990. – 1992.) u prvom sazivu Sabora RH. U mirovini je od 2008. Od 2009. je profesor emeritus Sveučilišta u Splitu. Napisao je više od šest stotina znanstvenih i publicističkih tekstova pravne i politološke tematike. Prvi se u Hrvatskoj sustavno bavi pitanjima kulturne zoologije i kulturne botanike. Prevodio je književnost Pabla Nerude, Comtea de Lautréamonta i Miguela de Unamunoa, kao i djela iz područja filozofije prava (Norberto Bobbio). Govori španjolski, talijanski, francuski i engleski jezik. Služi se portugalskim i njemačkim. Potpisnik je Deklaracije o zajedničkom jeziku, u kojoj se tvrdi da se u Hrvatskoj, Bosni i Hercegovini, Srbiji i Crnoj Gori govore nacionalne standardne varijante zajedničkog policentričnog standardnog jezika.

## Djela
- Pojam prava: prilog integralnoj teoriji prava (1976.)
- Osnove prava (1986.)
- Norberto Bobbio: Eseji iz teorije prava (1988.)
- Jezik prava (1989.)
- Pravo kao kultura (1990.)
- Politički ogledi (1990.)
- Država i pravo (1995.)
- Životinja i čovjek: prilog kulturnoj zoologiji (1996.)
- Arumentacija i pravo (1997.)
- Kulturna animalistika (urednik zbornika, 1998.)
- Stablo i čovjek: prilog kulturnoj botanici (2001.)
- Teorija države i prava (2001.)
- Sumorne godine: nacionalizam, bioetika, globalizacija (2003.)
- Kulturna zoologija: što je životinja čovjeku i što je čovjek životinji (2009.)
- Toposi erotike (ciklus rukopisa)

## Nagrade
- 1976. Nagrada grada Splita za znanost, za "Pojam prava"
- 2002. Nagrada "Cvito Fisković" Slobodne Dalmacije za znanost, za "Stablo i čovjek"
- 2010. Nagrada Slobodne Dalmacije za životno djelo